# 海军航空兵

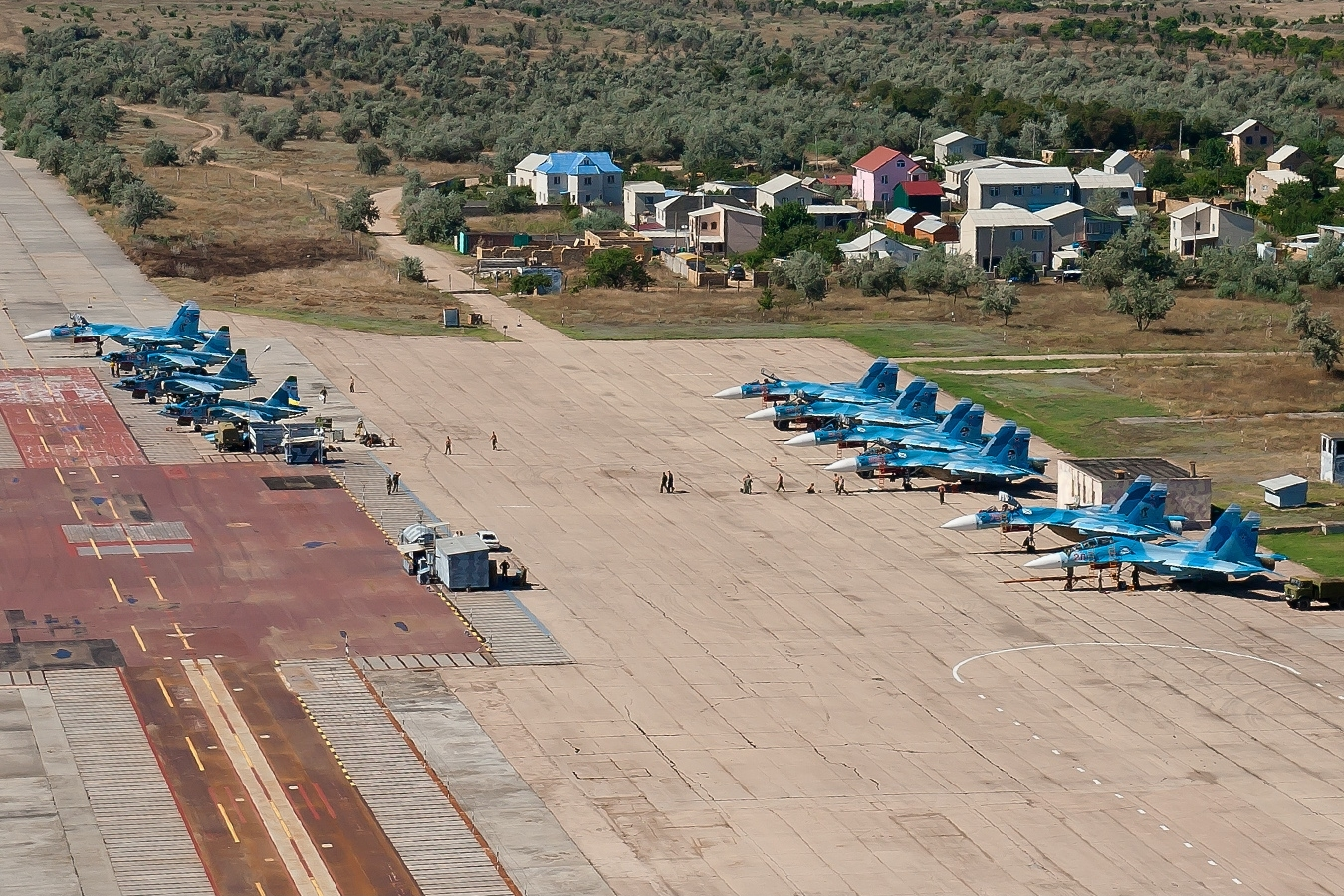
俄羅斯海軍航空兵的Su-33戰鬥機

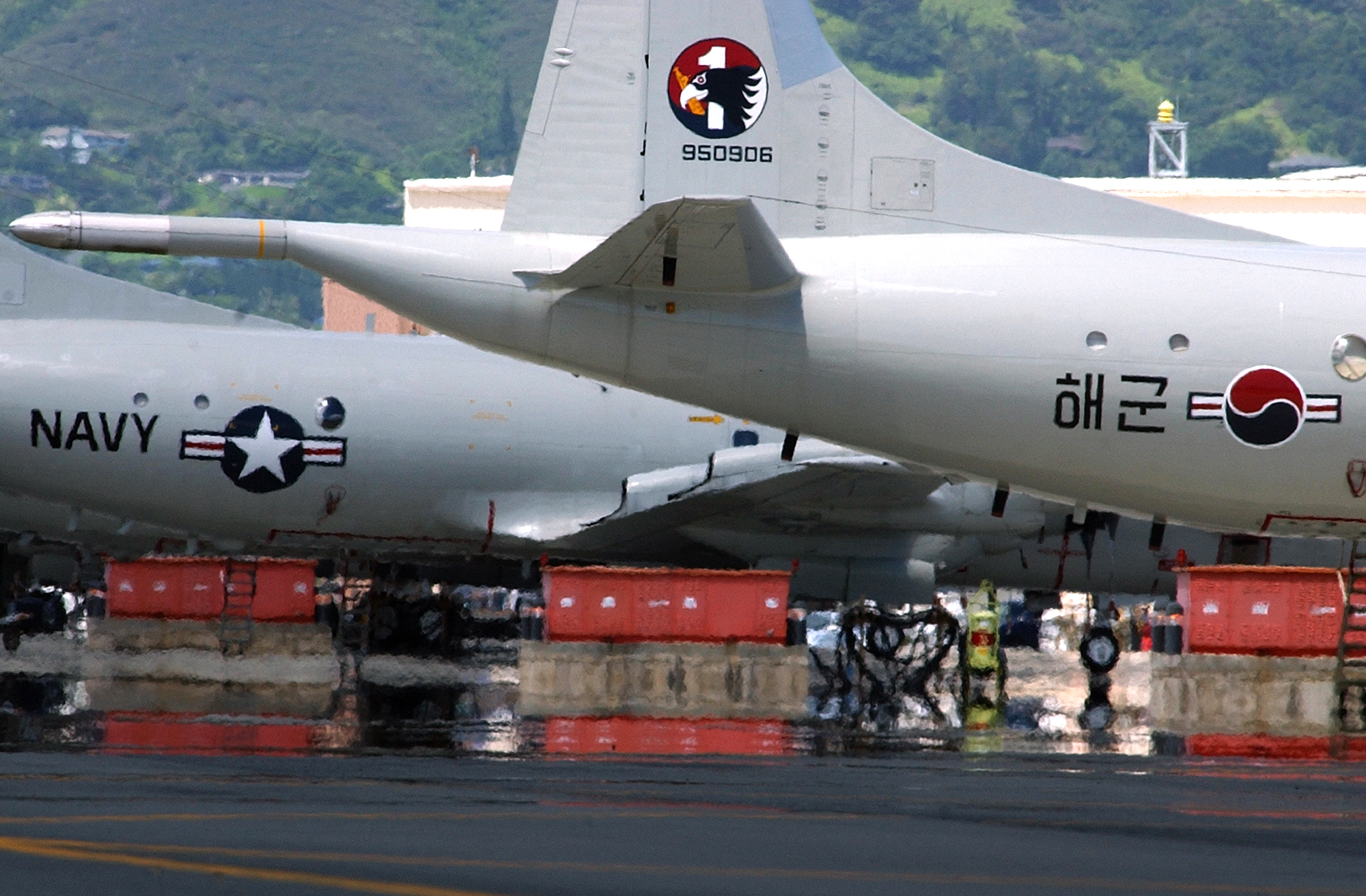
美國海軍航空兵與韓國海軍大韓民國海軍第6航空作戰團的P-3C獵戶座海上巡邏機

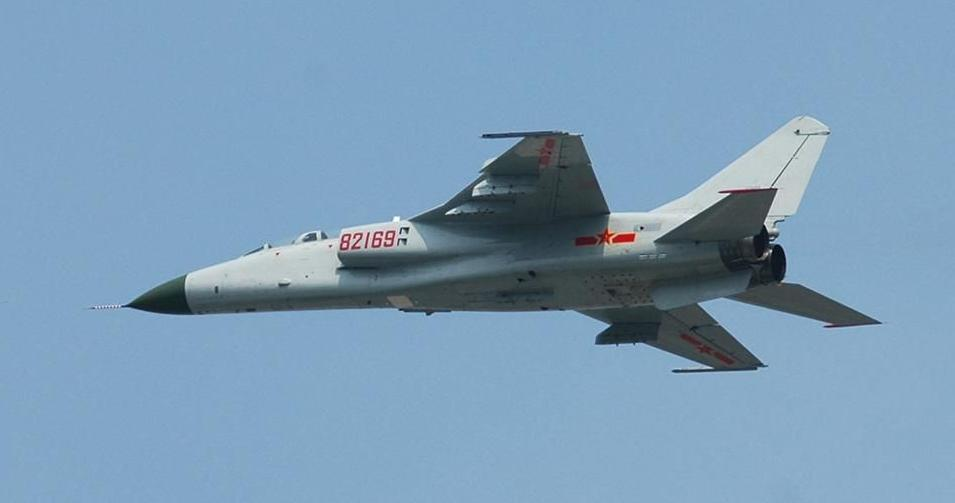
中国人民解放军海军航空兵的殲轟-7戰鬥轟炸機

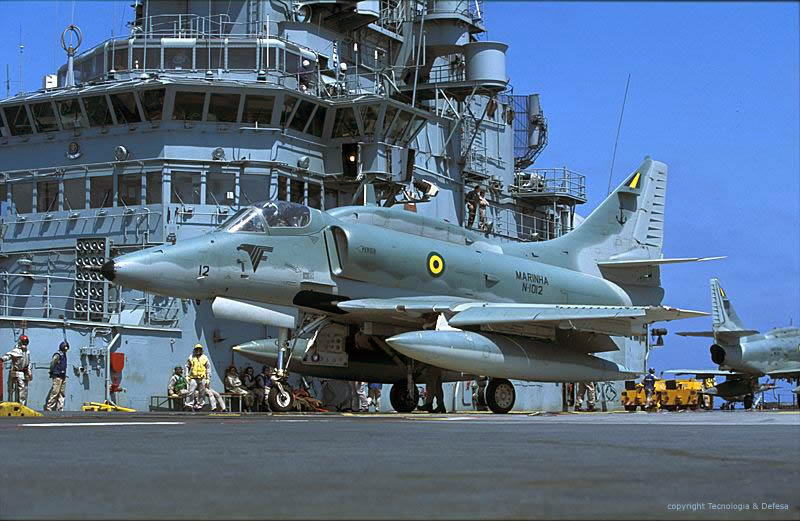
巴西海軍聖保羅號航空母艦（已除役）上的海軍航空兵A-4天鷹式攻擊機

海軍航空兵，又稱海軍航空隊（英語：Naval aviation/ Aeronaval），指的是一個國家的海軍所擁有的軍事航空戰力，多以輔助海軍艦隊作戰為主要目標，有時也會配置在航空母艦上頭當作海軍艦隊的主要戰力，如美國海軍航艦戰鬥群，美國海軍陸戰隊部屬在兩棲攻擊艦的飛行中隊；另外如俄羅斯等國家，現階段其海軍航空兵主要部署在陸上基地，但可以操作中大型轟炸機。

## 陸基為主／海基為輔
- 俄罗斯海军航空兵
- 航空集團
- 印度海軍航空兵
- 阿根廷海軍航空兵（1993年起）

## 海基為主
- 美國海軍航空隊（英语：Commander, Naval Air Forces）
- 美国海军陆战队航空兵
- 巴西海軍航空兵（2018年起）
- 韓國海軍航空司令部
- 舰队航空队
- 法國海軍航空兵
- 義大利海軍航空兵
- 西班牙海軍航空兵
- 泰國皇家海軍
  - 泰國皇家海軍航空師[3]
- 阿根廷海軍航空兵（1968年－1993年）
- 巴西海軍航空兵（2000年-2017年）
- 中国人民解放军海军航空兵（2023年起[4]）
- 大日本帝國海軍航空隊（1912年－1945年）

## 陸基為主
- 中華民國海軍反潛航空指揮部(2025年－)
- 荷蘭海軍航空兵